# 배기성
배기성(裵起成, 1972년 3월 13일 ~ )은 대한민국의 가수이다.

## 학력
- 토성초등학교 (졸업)
- 경남중학교 (졸업)
- 동래원예고등학교 (졸업)
- 부산경상대학교 방송연예학과 (전문학사)

## 출연 작품

### 드라마
- 2011년 KBS2 금요 시츄에이션 드라마 《부부클리닉 사랑과 전쟁 시즌2》 ... 국회의원 보좌관 역
- 2013년 tvN 수요 8부작 미니시리즈 《환상거탑》 ... 영어선생님 역
- 2013년 12부작 웹 드라마 《스파크》 ... 허준일 역

### 시트콤
- 2001년 ~ 2002년 MBC 월요 저녁 시트콤 《연인들》 ... 희경이 삐돌이 애인 역
- 2012년 KBS2 저녁 일일시트콤 《선녀가 필요해》 ... 용 사장 역
- 2014년 MBC M 4부작 월요 시트콤 《멘탈사수》 ... 와인가게 사장 역

### 영화
- 2004년 영화 《어깨동무》 - 복면 남 역
- 2013년 영화 《싸인하드》

### 연극 & 뮤지컬
- 2012년 《아리랑 판타지》 - 노래강사 역
- 2013년 《웨딩싱어》 - 글렌 역

### 라디오
- 2010년 《캔의 미스터 라디오》 (KBS 2FM)
- 2011년 《배기성의 라디오 킹》 (TBS FM)
- 2014년 《배기성, 김혜지의 힘내라 2시》(TBS FM)
- 2014년 《최양락의 재미있는 라디오 시즌2》- 욕망이라는 이름의 전철 (오나미와 공동 패널) (MBC 표준FM)
- 2015년 《배기성의 힘내라 2시》(TBS FM)
- 2020년 5월 11일 ~ 2021년 3월 28일 싱글벙글쇼 (MBC 표준FM)

### 예능
- 2000년~2009년 《가족오락관》 (KBS) 게스트 다수 출연
- 2015년 《미스터리 음악쇼 복면가왕》 (MBC) - 토실토실 천고마비
- 2002년, 2019년 《TV는 사랑을 싣고》 (KBS) 게스트
- 2023년 《낭만비박 집단가출》 (TV조선) 게스트

### 뮤직비디오
- 2002년 소유진 - Para para Queen

### 광고
- 2001년 크라운제과 콘초코·콘치즈 (박가령과 함께 출연)

## 수상
- 1993년 MBC 대학가요제 은상
- 2002년 SBS 가요대전 드라마OST부문
- 2002년 KBS 가요대상올해의 가수상 (청소년 부문)
- 2006년 제16회 서울가요대상 스포츠서울 공로상

## 홍보대사 활동
- 2010년 양산부산대학교병원 명예홍보대사